# Українська Центральна Рада
Украї́нська Центра́льна Ра́да (УЦР), також Центральна Рада — спочатку український представницький орган політичних, громадських, культурних та професійних організацій; згодом, після Всеукраїнського національного конгресу — революційний парламент України, який керував українським національним рухом. Період дії: 4 (17) березня 1917 — 29 квітня 1918.

## Заснування
Російська революція, що почалася в лютому 1917 року, стала поштовхом для піднесення національно-визвольного руху українського народу. В Україну звістка про повалення самодержавства прийшла на початку березня 1917 року. За ініціативою Товариства українських поступовців (ТУП) і Української соціал-демократичної робітничої партії (УСДРП) в Києві 3 (16) березня 1917 року було скликано представників політичних, громадських, культурних та професійних організацій. Цього ж дня, на засіданні делегатів, оголошено про створення громадського комітету.
Новоутворений комітет не мав єдиної думки щодо майбутнього статусу України. Самостійники на чолі з Миколою Міхновським виступали за негайне проголошення незалежності. Автономісти (Володимир Винниченко, Дмитро Дорошенко і їхні прихильники з ТУПу) бачили Україну автономною республікою у складі федеративної Росії.
Таким чином, сформувалися два центри національних сил з різними поглядами на державно-політичну організацію. Прагнучи уникнути розколу в національному русі, керівники обох організацій погодилися на створення об'єднаної організації, яка дістала назву Української Центральної Ради. Самостійники пішли на об'єднання з федералістами, бо сподівалися, що розвиток революції приведе останніх до визнання необхідності незалежності України. Але ці сподівання збулися не скоро.
4 (17) березня 1917 року в Києві на Володимирській, 42, у приміщенні українського клубу «Родина» з ініціативи Товариства українських поступовців за участю українських політичних партій, українських військовиків, робітників, духовенства, кооператорів, студентства, громадських і культурних організацій (Українське Наукове Товариство, Українське Педагогічне Товариство, Товариство українських техніків і аґрономів тощо) проголошено утворення Української Центральної Ради. Головою УЦР заочно обрано Михайла Грушевського, якого тимчасово заступав Володимир Науменко, а товаришами голови — Дмитра Антоновича і Дмитра Дорошенка.
Цього ж дня, 4 березня, УЦР телеграмою повідомила керівників Тимчасового уряду Георгія Львова і Олександра Керенського про своє утворення. Офіційне діловодство Української Центральної Ради розпочалося 9 (22) березня, коли обговорювалось питання про виготовлення печатки, передачу УЦР будинку Педагогічного музею, утворення агітаційної школи та ін. З часом Рада мала скликати український парламент і сформувати звітний перед ним уряд.
9 (22) березня УЦР видала першу відозву «До українського народу», а коли 15 (28) березня керування перебрав Михайло Грушевський, стала дійсним дійовим центром українського національного руху. Але щойно після скликання Всеукраїнського Національного Конгресу УЦР перетворилася на своєрідний парламент, складений з 150 чоловік, обраних від українських політичних партій, професійних і культурних організацій та делегатів від губерній. На конгресі обрано нову президію УЦР: голова — Михайло Грушевський, заступники голови — Сергій Єфремов і Володимир Винниченко.

### Сесії

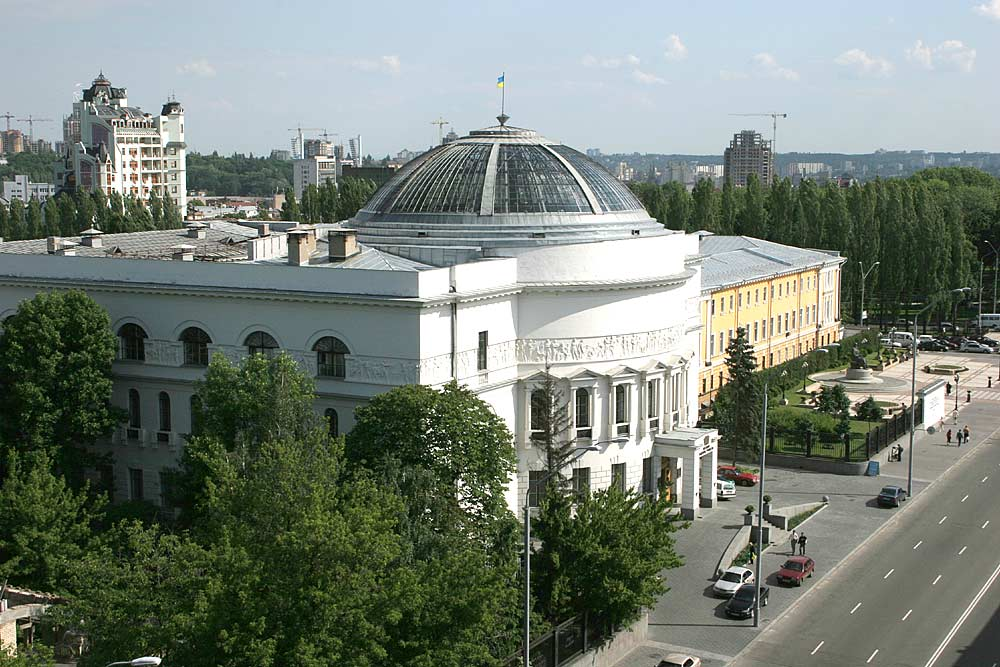
Будівля Педагогічного музею (2010)

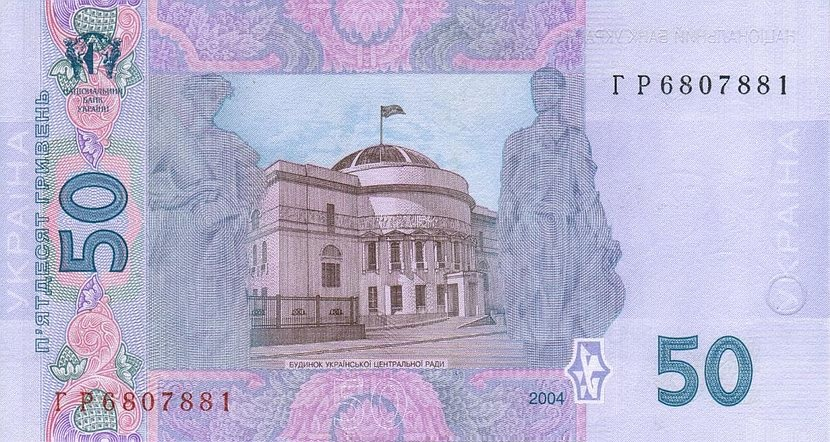
Зображення будівлі Центральної Ради на звороті купюри 50 гривень (2004)

Для ведення поточної праці УЦР обрала виконавчий орган — Комітет Української Центральної Ради, який згодом перейменовано на Малу Раду. Вона складалася з членів президії й секретарів УЦР та з двох представників від політичних фракцій. Всі важливі справи заздалегідь вирішувалися на засіданнях Малої Ради, а пізніше оформлені проєкти затверджував пленум УЦР. За час її існування відбулося 9 пленарних сесій:
1917 рік
- 19 квітня — 21 квітня;
- 6 травня;
- Кінець травня — початок червня;
- 16 червня;
- 3 липня — 14 липня;
- 18 серпня — 22 серпня;
- 11 листопада — 15 листопада;
- 25 грудня — 30 грудня;

1918 рік
- 20 січня — 29 січня;
- 27 квітня — 29 квітня — поширена сесія Малої Ради.

Ще до І Універсалу УЦР поповнилася представниками (130 чоловік), що їх делегував II Військовий з'їзд (23 червня 1917 р.), та 133 членами Ради Селянських Депутатів, обраних на Першому Всеукраїнському селянському з'їзді (15 червня 1917 р.).

## I Універсал
10 (23) червня 1917 року Українська Центральна Рада на II Всеукраїнському Військовому з'їзді проголосила I Універсал «До українського народу, на Україні й поза її сущому». Це була відповідь УЦР Тимчасовому уряду на його негативне ставлення до автономної України. Згідно з I Універсалом, «не відділяючись від усієї Росії… народ український повинен сам господарювати своїм життям», закони повинні бути прийняті Всенародними Українськими Зборами. Автором I Універсалу був Володимир Винниченко. По проголошенню автономії 15 (28) червня створений Генеральний Секретаріат.
Основні положення І Універсалу:
|  | 1. «Однині самі будемо творити наше життя». Розбудова України «не одділяючись від усієї Росії». 2. Найвищим державним органом в Україні проголошувалась УЦР. 3. Заклик до переобрання місцевої адміністрації, заміна її на представників, прихильних до української справи. 4. Запрошення до спільної праці національних меншин. 5. Скликання Всеукраїнських установчих зборів. 6. Тільки Всеукраїнські установчі збори мають право приймати закони України. 7. Запровадження особливого податку на власну справу. 8. Визнання необхідності розробки закону про розподіл поміщицьких земель. |

## II Універсал
3 (16) липня — УЦР прийняла свій II Універсал.
Зміст:
|  | 1. Центральна Рада повинна поповнитися представниками інших народів, що проживають в Україні; 2. Поповнена Центральна Рада утворює Генеральний Секретаріат, склад якого затверджує Тимчасовий уряд; 3. Центральна Рада починає розробку закону про автономне обладнання України, який повинен бути затверджений Всеросійськими Установчими Зборами. До утвердження даного закону, УЦР зобов'язується не здійснювати автономію України; 4. Формування українського війська здійснюється під контролем Тимчасового уряду. |

II Універсал проголошений на сесії Української Центральної Ради.

## III Універсал
Після захоплення більшовиками влади в Росії УЦР проголосила Українську Народну Республіку з визначеною територією у федеративних зв'язках з Росією (III Універсал — 7 (20) листопада). Одночасно УЦР затвердила закон про вибори до Установчих Зборів України та ряд інших законів. УЦР мала за собою більшість населення України, як це показали вибори до Всеросійських Установчих Зборів 12 (25) листопада (українські партії здобули 75 % голосів, більшовики — тільки 11 %).
Вже з кінця листопада більшовики готували захоплення влади в Україні. Після невдалого повстання в Києві більшовицький уряд Росії 17 грудня оголосив Центральній Раді ультиматум, який УЦР відкинула, і тоді більшовицька армія почала наступ на Україну. Скликаний до Києва 17 грудня З'їзд Рад Селянських, Солдатських і Робітничих Депутатів висловив «цілковите довір'я і свою рішучу підтримку УЦР». Більшовицькі депутати переїхали до Харкова, де 25 грудня створили конкурентний до УЦР і Генерального Секретаріату Народний Секретаріат УНР. Одночасно УЦР вислала делегацію на мирову конференцію з Центральними Державами в Бересті.

## IV Універсал
У розпалі боротьби проти більшовиків та змагань на мирових переговорах УЦР проголосила IV Універсалом (22 січня 1918 року, затверджений 24 січня 1918 року Малою Радою) що УНР стає самостійною і суверенною державою, а Генеральний Секретаріат перейменувала на Раду Народних Міністрів. Після цього УЦР ухвалила ряд законів:
- 25 січня — про 8-годинний робочий день;
- 31 січня — про земельну реформу;
- 1 березня — про державний герб Української Народної Республіки;
- 2 березня — про грошову систему (під час перебування у Житомирі й Сарнах на Волині);
- 2 березня — громадянство в УНР та територіально-адміністративний поділ України.

Найважливішим законодавчим актом УЦР стало схвалення конституції УНР 29 квітня 1918 року, яка стверджувала республіканську форму держави з парламентарно-демократичним режимом. Законодавча влада в УНР мала перевагу над виконавчою. Головним законодавчим органом стверджувались Всенародні Збори України, які обирали Голову Всенародних Зборів.
Після підписання Берестейського миру 9 лютого 1918 року на прохання УЦР німецькі війська окупували українські землі, звільнивши їх від більшовиків, але одночасно почався конфлікт між німцями й УНР через втручання німців у внутрішні справи української держави.
Німецький озброєний відділ навіть вдерся 28 квітня 1918 року на засідання УЦР і заарештував двох міністрів УНР.

## Переворот
29 квітня 1918 року за підтримки німецьких військ відбувся переворот, який проголосив генерала Павла Скоропадського Гетьманом Української Держави. Своєю грамотою гетьман Скоропадський розпустив УЦР і Малу Раду, а видані ними закони скасував.
За весь час існування УЦР її головою був Михайло Грушевський, а у 1918 р. його заступниками були С. Веселовський, Микола Шраг, А. Ніковський, Ф. Крижанівський, секретарями Михайло Єреміїв, Микола Чечель, А. Постоловський, Я. Левченко, Є. Онацький, Л. Чикаленко. За час УЦР діяли кількаразово змінені уряди під проводом Володимира Винниченка (28 червня 1917 — 30 січня 1918) і Всеволода Голубовича (30 січня 1918 — 29 квітня 1918).
Засідання УЦР (Малої Ради) відбувалися у будинку Педагогічного Музею на Велико-Володимирській вулиці, а пленарні сесії УЦР у Троїцькому Народному Домі (театрі Миколи Садовського). Органом УЦР були «Вісті з Української Центральної Ради»; а уряду УНР — «Вісник Генерального Секретаріату УНР» (виходив з листопада 1917 року).

## Склад
При кінці липня 1917 УЦР нараховувала формально 822 депутатів (за інформацією Павла Христюка; за даними мандатної комісії VI Загальних зборів УЦР — 798, Ісидор Нагаєвський називає цифру 848).
Члени УЦР належали до таких груп: Всеукраїнська Рада сільських депутатів — 212, Всеукраїнська Рада військових депутатів — 158 (лист), Всеукраїнська Рада робітничих депутатів — 100, представники неукраїнських рад робітничих і солдатських депутатів — 50, Української соціалістичної партії — 20, Російської соціалістичної партії — 40, Єврейської соціалістичної партії — 35, Польської соціалістичної партії — 15, представники від міст і губерній — 84, представники професійних, просвітних, економічних і громадських організацій та інших національних меншин (молдаван, німців, татар, білорусів) — 108. З цих 822 чоловік обрано Малу Раду в числі 58 чоловік, в якій національні меншини здобули 18 місць.
З ініціативи УЦР у Києві відбувся з 21 вересня по 28 вересня 1917 року З'їзд народів Росії.
| Склад УЦР (за Христюком)                                                         | Склад УЦР (за Христюком)                                                         | Склад УЦР (за Христюком) | Склад УЦР (за Христюком) | Склад УЦР (за Христюком) |
| -------------------------------------------------------------------------------- | -------------------------------------------------------------------------------- | ------------------------ | ------------------------ | ------------------------ |
|                                                                                  |                                                                                  |                          |                          | 822                      |
| Всеукраїнська Рада сільських депутатів                                           | Всеукраїнська Рада сільських депутатів                                           |                          | 212                      | 212                      |
| Всеукраїнська Рада військових депутатів                                          | Всеукраїнська Рада військових депутатів                                          |                          | 158                      | 158                      |
| Всеукраїнська Рада робітничих депутатів                                          | Всеукраїнська Рада робітничих депутатів                                          |                          | 100                      | 100                      |
| Депутати неукраїнських рад робітничих і солдатських депутатів                    | Депутати неукраїнських рад робітничих і солдатських депутатів                    |                          | 50                       | 50                       |
| Російська Соціалістична Партія                                                   | Російська Соціалістична Партія                                                   |                          | 40                       | 40                       |
| Єврейська Соціалістична Партія                                                   | Єврейська Соціалістична Партія                                                   |                          | 35                       | 35                       |
| Українська Соціалістична Партія                                                  | Українська Соціалістична Партія                                                  |                          | 20                       | 20                       |
| Польська Соціалістична Партія                                                    | Польська Соціалістична Партія                                                    |                          | 15                       | 15                       |
| Депутати від міст і губерній                                                     | Депутати від міст і губерній                                                     |                          | 84                       | 84                       |
| Депутати професійних, просвітніх, громадських організацій та національних меншин | Депутати професійних, просвітніх, громадських організацій та національних меншин |                          | 108                      | 108                      |

### Списки членів
- Члени УЦР 1-го складу (7 [20] березня 1917) — 94 члени
- Члени УЦР 2-го складу (8 [21] квітня 1917) — 141 член
- Члени УЦР 3-го складу (8 [20] серпня 1917) — 655 членів

## Цікаві факти
У Центральній Раді працювала донька Михайла Коцюбинського — Оксана. При цьому вона була шпигункою більшовиків, та передавала своїй партії секретні дані.